# Charles Lane (Schauspieler, 1905)
Charles Lane (* 26. Januar 1905 in San Francisco, Kalifornien; † 9. Juli 2007 in Brentwood, Kalifornien; eigentlich Charles Gerstle Levinson) war ein US-amerikanischer Schauspieler mit einer 75 Jahre langen Filmkarriere. Er verkörperte regelmäßig strenge, unangenehme und zynische Charaktere in Nebenrollen.

## Leben und Karriere
Charles Lane wurde unter dem Namen Charles Gerstle Levison in San Francisco in eine Arbeiterfamilie geboren. Als Einjähriger erlebte er das Erdbeben von San Francisco und gehörte bei seinem Tod zu den letzten Überlebenden dieser Katastrophe. In jungen Jahren arbeitete er zunächst als Versicherungskaufmann und spielte gelegentlich in seiner Freizeit in Theatershows. Sein Freund, der Regisseur und Schauspieler Irving Pichel, überzeugte Lane schließlich, die Schauspielerei hauptberuflich auszuüben. Er wurde Mitglied des Pasadena Playhouses und gab sein Filmdebüt 1931 in einer kleinen Nebenrolle als Hoteldiener in Leichtes Geld. Seine ersten Rollen erhielten in der Regel keine Nennung im Abspann, was sich ab Mitte der 1930er-Jahre zusehends änderte. Markenzeichen waren seine hagere Gestalt und eine Brille in vielen seiner Rollen; er war vom Beginn seiner Karriere ein Charakterdarsteller und spielte daher oft Figuren, die deutlich älter als er selbst waren. Sein Aussehen machte ihn „für Generationen von Filmfreunden sofort erkennbar“.
Charles Lane spezialisierte sich vor allem auf die Verkörperung von betont ernsthaften und strengen, mitunter übellaunigen oder zynischen Charakteren; häufig in Nebenrollen als Anwalt, Geschäftsmann, Beamter, Reporter oder Arzt. Er zählte zu den Lieblingsdarstellern des Regisseurs Frank Capra und war in neun seiner Filmen zu sehen, beispielsweise in Lebenskünstler (1938) als Mitarbeiter der Steuerbehörde, in Mr. Smith geht nach Washington (1939) als hinterlistiger Journalist und in Ist das Leben nicht schön? (1946) als Häusermarkler, der für den Filmschurken Mr. Potter arbeitet. Mit dem Aufkommen des Fernsehens in den 1950er-Jahren erhielt Lane auch dort in den nächsten Jahrzehnten bis ins hohe Alter zahlreiche Serienrollen. Insbesondere Lucille Ball besetzte ihn in ihren Serien häufig als überernste Autoritätsfigur. Amerikanischen Fernsehzuschauern wurde er auch durch seine wiederkehrende Rolle als intriganter Eisenbahnmanager Homer Bedloe in der erfolgreichen 1960er-Jahre-Serie Petticoat Junction bekannt.
Insgesamt wirkte Lane in einem Zeitraum von 75 Jahren bis 2006 an mehr als 360 Film- und Fernsehproduktionen mit. Er kam quasi nie über Nebenrollen heraus, wegen seines Wiederkennungswertes und seiner vielen Rollen besaß er dennoch eine beachtliche Bekanntheit. Lanes Aussehen und seinem häufigen Rollentypus des tüchtigen, aber etwas söldnerhaften Autoritätsmenschen wurde später etwa die Figur des Blauhaarigen Anwalts aus Die Simpsons nachempfunden. Ihn selbst störte (trotz guter Bezahlung) das Typecasting auf einen bestimmten Rollentypus, was er als unfair empfand – denn je überzeugender er in diesen war, desto mehr wurde er von den Castingbüros der Hollywood-Studios auf ähnliche Rollen besetzt. Daher spielte er auch gerne in Theaterproduktionen, wo er vielseitigere Charaktere darstellen durfte.
Charles Lane hatte Anfang der 1930er-Jahre zu den ersten Schauspielern gehört, welche der Schauspielergewerkschaft Screen Actors Guild beitraten. Die Screen Actors Guild erklärte den 30. Januar 2005 zum „Charles Lane Day“ (dt.: „Charles-Lane-Tag“). Am 16. März 2005 erhielt er für sein Lebenswerk einen TV Land Award. Als Mitbegründer und ältestes lebendes Mitglied der International Academy of Television Arts & Sciences wurde Lane anlässlich seines 100. Geburtstags 2005 bei der Emmy-Verleihung besonders geehrt. Seine letzte Rolle hatte er im Alter von 101 Jahren als Erzähler des Films The Night Before Christmas.
Charles Lane war ab 1931 mit Ruth Covell († 2002) verheiratet, mit der er einen Sohn und eine Tochter hatte. Er starb im Juli 2007 im Alter von 102 Jahren am 9. Juli 2007, als er sich in einem Gespräch mit seinem Sohn befand.

## Filmografie (Auswahl)
- 1931: Leichtes Geld (Smart Money)
- 1931: The Road to Singapore
- 1932: Union Depot
- 1933: Employees’ Entrance
- 1933: Die 42. Straße (42nd Street)
- 1933: Goldgräber von 1933 (Gold Diggers of 1933)
- 1933: Der Detektiv und die Spielerin (Private Detective 62)
- 1933: Liebe und andere Geschäfte (She Had to Say Yes)
- 1934: Napoleon vom Broadway (Twentieth Century)
- 1934: Broadway Bill
- 1935: Der Polizeibericht meldet … (Woman Wanted)
- 1936: Ausgerechnet Weltmeister (The Milky Way)
- 1936: Mr. Deeds geht in die Stadt (Mr. Deeds Goes To Town)
- 1936: Two-Fisted Gentleman
- 1937: Ali Baba geht in die Stadt (Ali Baba Goes to Town)
- 1937: Assistenzarzt Dr. Kilder (Internes Can't Take Money)
- 1937: Denen ist nichts heilig (Nothing Sacred)
- 1937: Danger – Love at Work
- 1938: Joy of Living
- 1938: Die goldene Peitsche (Kentucky)
- 1938: Wirbelwind aus Paris (The Rage of Paris)
- 1938: Lebenskünstler (You Can't Take It with You)
- 1938: Blondie
- 1939: Mr. Smith geht nach Washington (Mr. Smith Goes to Washington)
- 1939: Erbschaft um Mitternacht (The Cat and the Canary)
- 1940: Hochzeit wider Willen (The Doctor Takes a Wife)
- 1940: Rhythm on the River
- 1940: Der große Edison (Edison, the Man)
- 1940: Im Taumel der Weltstadt (City for Conquest)
- 1940: Die unsichtbare Frau (The Invisible Woman)
- 1941: I Wake Up Screaming
- 1941: Sis Hopkins
- 1941: Blondie in Society
- 1941: Seitenstraße (Back Street)
- 1941: Die Marx Brothers im Kaufhaus (The Big Store)
- 1941: Sprechstunde für Liebe (Appointment for Love)
- 1941: Die merkwürdige Zähmung der Gangsterbraut Sugarpuss (Ball of Fire)
- 1942: Fräulein Mama (The Lady Is Willing)
- 1942: Helden im Sattel (Ride 'Em Cowboy)
- 1942: Ein Kuß zuviel (They All Kissed the Bride)
- 1942: Tarzans Abenteuer in New York (Tarzan’s New York Adventure)
- 1942: Friendly Enemies
- 1942: Unternehmen Tigersprung (Flying Tigers)
- 1942: Abbott und Costello unter Kannibalen (Pardon My Sarong)
- 1943: Botschafter in Moskau (Mission to Moscow)
- 1944: Arsen und Spitzenhäubchen (Arsenic and Old Lace)
- 1946: Ist das Leben nicht schön? (It’s a Wonderful Life)
- 1947: Die Farmerstochter (The Farmer’s Daughter)
- 1947: Ein Leben wie ein Millionär (It Happened on Fifth Avenue)
- 1947: Die Bestie von Shanghai (Intrigue)
- 1947: Liebe auf den zweiten Blick (Living in a Big Way)
- 1948: Kennwort 777 (Call Northside 777)
- 1948: Der beste Mann (State of the Union)
- 1948: Der Junge mit den grünen Haaren (The Boy with Green Hair)
- 1948: Erbe des Henkers (Moonrise)
- 1948: Eine Dachkammer für zwei (Apartment for Peggy)
- 1949: Der Liebesprofessor (Mother Is a Freshman)
- 1949: Panik um King Kong (Mighty Joe Young)
- 1949: Eines Morgens in der Hopkins-Street (The House Across the Street)
- 1950: Gesetzlos (Backfire)
- 1950: Der Unglücksrabe (The Yellow Cab Man)
- 1950: Lach und wein mit mir (Riding High)
- 1953: Eine Leiche auf Rezept (Remains to bei Seen)
- 1953: Der Gehetzte (The Juggler)
- 1953–1956: I Love Lucy (Fernsehserie, 3 Folgen)
- 1954–1955: Dear Phoebe (Fernsehserie, 15 Folgen)
- 1955: Rattennest (Kiss Me Deadly)
- 1956: Die falsche Eva (The Birds and the Bees)
- 1957: Charmant und süß – aber ein Biest (Top Secret Affair)
- 1958: Reporter der Liebe (Teacher’s Pet)
- 1959: Engel unter Sündern (The Mating Game)
- 1959: Die Neun-Meter-Braut (The Thirty Foot Bride of Candy Rock)
- 1959–1963: The Many Loves of Dobie Gillis (Fernsehserie, 6 Folgen)
- 1960–1962: Dennis, Geschichten eines Lausbuben (Fernsehserie, 6 Folgen)
- 1962: Music Man (The Music Man)
- 1963: Getrennte Betten (The Wheeler Dealers)
- 1963: Papa’s Delicate Condition
- 1963–1968: Petticoat Junction (Fernsehserie, 24 Folgen)
- 1963: Eine total, total verrückte Welt (It’s a Mad, Mad, Mad, Mad World)
- 1963–1971: The Beverly Hillbillies (Fernsehserie, 7 Folgen)
- 1964: Die Unersättlichen (The Carpetbaggers)
- 1964: Leih mir deinen Mann (Good Neighbor Sam)
- 1965: Billie
- 1965–1972: Verliebt in eine Hexe (Bewitched, Fernsehserie, 8 Folgen)
- 1966: Geliebter Haustyrann (The Ugly Dachshund)
- 1966–1967: The Pruitts of Southampton (Fernsehserie, 6 Folgen)
- 1967: Die abenteuerliche Reise ins Zwergenland (The Gnome Mobile)
- 1968: Hochzeitsnacht vor Zeugen (What’s So Bad About Feeling Good?)
- 1970: Aristocats (Stimme)
- 1972: Hilfe, ich habe Erfolg! (Get to Know Your Rabbit)
- 1975: Karen (Fernsehserie, 9 Folgen)
- 1976: Eine amerikanische Familie (Family, Fernsehserie, Folge Thursday's Child)
- 1978: Soap – Trautes Heim (Soap, Fernsehserie, 8 Folgen)
- 1979, 1981: Lou Grant (Fernsehserie, 2 Folgen)
- 1980: Karate Kids (The Little Dragons)
- 1981: Blutige Schreie (Strange Behaviour)
- 1982: Unsere kleine Farm (Little House on the Prairie, Fernsehserie, Folge 9x03)
- 1983: Das Geheimnis von Centreville (Strange Invaders)
- 1985: Die zweite Wahl – Eine Romanze (Murphy’s Romance)
- 1987: Verabredung mit einem Engel (Date with an Angel)
- 1988: Feuersturm und Asche (War and Remembrance, Fernseh-Miniserie)
- 1991: Dark Shadows (Fernsehserie, Folge 1x06)
- 1995: Dexter Riley – Total verkabelt und nichts begriffen (The Computer Wore Tennis Shoes)
- 2006: The Night Before Christmas (Erzähler)